# Championnat d'Azerbaïdjan de football 1996-1997
Navigation
Saison précédente Saison suivante
La saison 1996-1997 du Championnat d'Azerbaïdjan de football était la 6e édition de la première division en Azerbaïdjan. Appelée Top League, elle regroupe 16 clubs azéris regroupés en une poule unique où les équipes s'affrontent deux fois, à domicile et à l'extérieur. À la fin de la saison, les deux derniers sont relégués en D2.

C'est le tenant du titre, le FK Neftchi Bakou, qui termine à nouveau en tête du classement, avec 3 points d'avance sur le FK Qarabag Agdam et 8 sur Khazri Buzovna. Cependant, c'est par un système de points combinés entre le championnat de D1, des moins de 16 ans et des moins de 15 ans que le champion est connu. Avec ce classement, c'est le FK Neftchi Bakou qui remporte le titre, le 3e de champion d'Azerbaïdjan du club.

Cinq clubs rejoignent l'élite cette saison. Parmi eux, l'équipe nationale d'Azerbaïdjan des moins de 18 ans.

## Les 16 clubs participants
| - FK Neftchi Bakou - Kur Mingechaur - Vilyash Masall - PFK Turan Tovuz - Nidzhat Mashtagi - Kapaz Gandja - FK Qarabag Agdam - Khazri Buzovna | - Pambygchi Neftechala - FK Shamkir - MOIK Bakou - Azerbaïdjan U18 - Promu de D2 - Farid Bakou - Promu de D2 - Khazar Sumgait - Promu de D2 - Polis Akademy Bakou - Promu de D2 - Pambygchi Barda - Promu de D2 |

## Compétition

### Classement
Le barème de points servant à établir le classement se décompose ainsi :
- Victoire : 3 points
- Match nul : 1 point
- Défaite : 0 point

| Rang | Équipe                | Pts | J  | G  | N | P  | Bp | Bc  | Diff |
| ---- | --------------------- | --- | -- | -- | - | -- | -- | --- | ---- |
| 1    | FK Neftchi Bakou T    | 74  | 30 | 23 | 5 | 2  | 98 | 20  | +78  |
| 2    | FK Qarabag Agdam      | 71  | 30 | 23 | 2 | 5  | 61 | 25  | +36  |
| 3    | Khazri Buzovna        | 66  | 30 | 20 | 6 | 4  | 59 | 23  | +36  |
| 4    | PFK Turan Tovuz       | 64  | 30 | 19 | 7 | 4  | 48 | 13  | +35  |
| 5    | Kapaz Gandja C        | 58  | 30 | 18 | 4 | 8  | 59 | 26  | +33  |
| 6    | Khazar Sumgait P      | 58  | 30 | 18 | 4 | 8  | 58 | 30  | +28  |
| 7    | Farid Bakou P         | 47  | 30 | 13 | 8 | 9  | 45 | 31  | +14  |
| 8    | Pambygchi Barda P     | 38  | 30 | 11 | 5 | 14 | 41 | 47  | -6   |
| 9    | Nidzhat Mashtagi      | 37  | 30 | 10 | 7 | 13 | 37 | 41  | -4   |
| 10   | Vilyash Masally       | 33  | 30 | 9  | 6 | 15 | 38 | 52  | -14  |
| 11   | MOIK Bakou            | 27  | 30 | 7  | 6 | 17 | 26 | 50  | -24  |
| 12   | FK Shamkir            | 26  | 30 | 8  | 2 | 20 | 30 | 106 | -76  |
| 13   | Kur Nur Mingechaur    | 25  | 30 | 7  | 4 | 19 | 30 | 59  | -29  |
| 14   | Polis Akademy Bakou P | 22  | 30 | 5  | 7 | 18 | 23 | 49  | -26  |
| 15   | Pambygchi Neftchala   | 21  | 30 | 5  | 6 | 19 | 27 | 68  | -41  |
| 16   | Azerbaïdjan U-18 P    | 13  | 30 | 4  | 1 | 25 | 38 | 78  | -40  |

|  | Qualification pour la Ligue des champions 1997-1998 |
|  | Qualification pour la Coupe des Coupes 1997-1998    |
|  | Qualification pour la Coupe UEFA 1997-1998          |
|  | Relégation directe en deuxième division             |

## Bilan de la saison
| Championnat d'Azerbaïdjan de football 1996-1997 |                             |
| Champion                                        | FK Neftchi Bakou (3e titre) |
| Coupes et trophées                              |                             |
| Vainqueur de la Coupe d'Azerbaïdjan 1996-1997   | Kapaz Gandja                |
| Qualifications continentales                    |                             |
| Ligue des champions 1997-1998                   | FK Neftchi Bakou            |
| Coupe des Coupes 1997-1998                      | Kapaz Gandja                |
| Coupe UEFA 1997-1998                            | FK Qarabag Agdam            |
| Promotions et relégations                       |                             |
| Promus en Top League                            | Araz Bakou                  |
| Relégués en First League                        | Pambygchi Neftchala         |
| Relégués en First League                        | Azerbaidjan U18             |